# والتر لایسلر کیپ
والتر لایسلر کیپ (آلمانی: Walther Leisler Kiep؛ ۵ ژانویهٔ ۱۹۲۶ – ۹ مهٔ ۲۰۱۶) یک سیاست‌مدار اهل آلمان بود.